# Vrskmaň

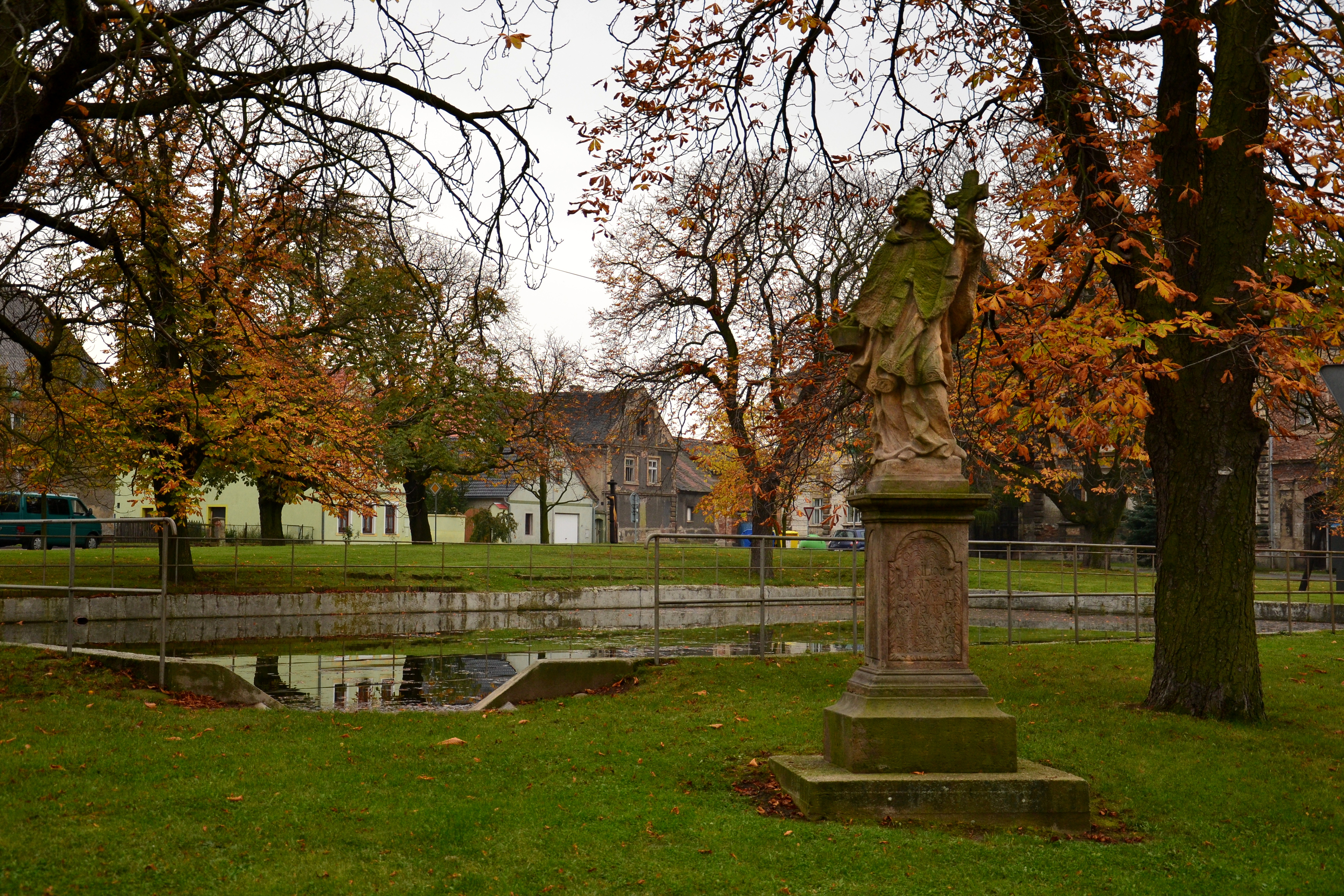
Nepomukstatue am Dorfplatz in Wurzmes (Vrskmaň)

Vrskmaň (deutsch Wurzmes) ist eine Gemeinde in Tschechien. Sie liegt sieben Kilometer nordöstlich von Chomutov und gehört zum Okres Chomutov.

## Geographie
Vrskmaň befindet sich am südlichen Fuße des Erzgebirges im Nordböhmischen Becken. Nördlich des Dorfes liegt der Ervěnický koridor und im Osten das Gelände des Braunkohlentagebaus důl Jan Šverma. Gegen Nordwesten befinden sich die Stauseen Zaječice und Újezd. Die nächste Bahnstation Kyjice liegt zweieinhalb Kilometer nördlich.
Nachbarorte sind Jezeří im Norden, Komořany im Nordosten, Most und Čepirohy im Osten, Strupčice im Südosten, Okořín und Pesvice im Süden, Chomutov und Otvice im Südwesten, Zaječice im Westen sowie Jirkov, Červený Hrádek, Nové Drmaly und Vysoká Pec im Nordwesten.
Die umliegenden Orte Kyjice im Norden, Nové Sedlo, Pohlody und Holešice im Nordosten, Slatinice und Vršany im Osten sowie Újezd im Nordwesten fielen seit den 1970er Jahren dem Braunkohlenbergbau bzw. dem Bau von Wasserspeichern zum Opfer.

## Geschichte
Die erste schriftliche Erwähnung des zur Herrschaft Rothenhaus gehörigen Dorfes Wrskmani erfolgte 1417 in der Landtafel als Zubehör der Stadt Jirkov. Im Laufe des 15. und 16. Jahrhunderts wurde der Ort als Wrskmani, Buczmany, Burczmany und Wurczmes bezeichnet. Bei der Teilung der Herrschaft Rothenhaus gehörte Wurczmes zusammen mit Zaječice ab 1578 zum Besitz von Nicolaus Lang von Langenhart. Ihm folgte dessen Sohn Johann Friedrich Lang von Langenhart und danach Kaspar d. Ä. von Bellwitz und Nostitz. 1621 kaufte Ladislaus Julius Kurzbach von Trachenberg und Militsch die Güter in Worczmany. Er verschuldete sich, so dass seine Söhne schließlich Worczmany an die Herrschaft Neundorf-Eisenberg verkauften. In Worczmany befand sich zudem ein Freigut, das immer zur Herrschaft Rothenhaus gehörte und im Laufe der Jahre an verschiedene Besitzer erblich verpachtet wurde. Bedeutendste Pächter des Freigutes war die Familie Herr, die sich stark für das Gemeinwohl des Dorfes engagierte und die Kapelle stiftete. Wurzmes war zu dieser Zeit landwirtschaftlich geprägt, es dominierte dabei der Obst- und Gemüsebau.
Nach der Aufhebung der Patrimonialherrschaften bildete Wurzmes / Vrskmany ab 1850 eine politische Gemeinde im Gerichtsbezirk Görkau. Zu dieser Zeit begann in der Umgebung des Ortes der Braunkohlenbergbau. Außerdem bestanden auf den Fluren des Ortes zwei Ziegeleien. Zwischen 1868 und 1901 war Wurzmes nach Görkau eingemeindet und wurde danach wieder eigenständig. 1870 erhielt das Dorf durch die Aussig-Komotauer Eisenbahn einen Bahnanschluss. Bei Sadschitz entstand in den 1870er Jahren am Karolinenbrunnen, zwei eisen- bzw. schwefelhaltigen Quellen, ein kleines Bad. Im Jahre 1887 nahm mit der Lokalbahn Potscherad–Wurzmes eine weitere Strecke den Betrieb auf und in Wurzmes entstand ein zweiter Bahnhof. Bis zur Errichtung einer Außenstelle der Neundorfer Schule in Wurzmes im Jahre 1899 besuchten die Kinder des Dorfes die Neundorfer Schule. 1904 erhielt die Schule ein eigenes Schulhaus und wurde auch von den Kindern der benachbarten Orte besucht. 1924 änderte sich der tschechische Name des Dorfes in Vrskmaň. 1926 erfolgte die Verbindung beider Eisenbahnstrecken und der separate Bahnhof der Lokalbahn entfiel. 1930 wurden Pahlet und Sadschitz eingemeindet, zu dieser Zeit lebten in der Gemeinde Wurzmes 501 Menschen. Nach dem Münchner Abkommen wurde die Gemeinde 1938 dem Deutschen Reich zugeschlagen und gehörte bis 1945 zum Landkreis Komotau. Die meisten der hier lebenden Tschechen verließen den Ort. 1939 hatte Wurzmes nur noch 398 Einwohner. Während des Zweiten Weltkrieges entstand auf der Zeche Bettyschacht ein Kriegsgefangenenlager für Briten und Russen, die im Bergbau arbeiten mussten. 1944 wurden durch einen Bombenangriff der Alliierten 18 Wohnhäuser und das Bahnwärterhaus beschädigt. Am 8. Mai 1945 besetzten sowjetische Truppen das Dorf. Nach dem Zweiten Weltkrieg kam der Ort zur Tschechoslowakei zurück und die deutschen Einwohner wurden vertrieben. Die Wiederbesiedlung erfolgte mit Tschechen aus dem Binnenland. Ab 1947 bildeten Pohlody und Zaječice eigene Gemeinden.
Mit Beginn des Jahres 1961 erfolgte die Eingemeindung von Pohlody, Kyjice (mit Újezd) und Zaječice. 1972 wurde die Gemeinde Nové Sedlo nad Bílinou aufgelöst und ihre Fluren an Vrskmaň angeschlossen. 1975 war die Liquidierung von Nové Sedlo abgeschlossen. Als Ersatzbau für den durch den Tagebauaufschluss Důl Československé armády auf den Seewiesen abgelassenen Stausee Dřínov wurde zwischen 1973 und 1976 am früheren Bad Zaječice der Stausee Zaječice angelegt. Zwischen 1978 und 1981 entstand nördlich davon der Stausee Újezd, dem die Dörfer Újezd und Kyjice weichen mussten. Zugleich begann die Räumung des Dorfes Pohlody, das seit 1979 ebenso wie Kyjice aufgelöst war. Die Obstgärten von Vrskmaň wurden 1976 abgetragen, im gleichen Jahre wurde auch die Schule abgerissen. Die Zeche Běta (Bettyschacht) wurde 1977 stillgelegt. Seit 1980 besteht der Ortsteil Újezd nicht mehr. 1983 erfolgte durch den Tagebau die Schüttung des Dammes Ervěnický koridor zur Verlegung der Eisenbahn- und Straßenverbindungen sowie der Bílina. Die neue Trasse der Bahnstrecke Ústí nad Labem–Chomutov ging 1984 in Betrieb und die Verbindung Počerady–Vrskmaň eingestellt. Als Ersatz für den Verlust des Bahnhofes entstand für Vrskmaň am Ervěnický koridor auf freiem Feld die Bahnstation Kyjice. Da die Entfernung von Vrskmaň nach Jirkov nur unwesentlich länger ist, wurde sie von der Bevölkerung aber nicht angenommen. Die Gleise der Nebenbahn zwischen Okořín und Vrskmaň wurden wegen ihrer Lage am Rande des Tagebaus abgebaut. Die ehemalige Hauptstrecke wurde zu einer Anschlussbahn für das Kohlekraftwerk Vrskmaň umgelegt. Nachdem in den 1980er Jahren die Handwerksbetriebe aufgelöst wurden, verstärkte sich bei den Einwohnern der Eindruck, dass das Dorf auch für den Abriss vorgesehen sei. Seit 1990 erfolgte eine Sanierung des Ortes.

## Gemeindegliederung
Die Gemeinde Vrskmaň besteht aus den Ortsteilen Zaječice (Sadschitz) und Vrskmaň (Wurzmes). Grundsiedlungseinheiten sind Kyjice (Kaitz), Nové Sedlo nad Bílinou (Neundorf an der Biele bzw. Neudorf an der Biela), Vrskmaň und Zaječice.
Zu Vrskmaň gehören außerdem die Wüstungen der erloschenen Dörfer Pohlody (Pahlet) und Újezd (Ojes).
Das Gemeindegebiet gliedert sich in die Katastralbezirke Kyjice, Nové Sedlo nad Bílinou und Vrskmaň

## Sehenswürdigkeiten
- Statue des hl. Johannes von Nepomuk,
- Steinkreuz
- Kapelle
- Kapelle in Zaječice